# شهرستان سالین (ایلینوی)
شهرستان سالین (به انگلیسی: Saline County) شهرستانی در ایالت ایلی‌نوی ایالات متحده امریکا و بر طبق سرشماری ۲۰۱۰ این شهرستان ۲۴۹۱۳ نفر جمعیت داشته‌است.
طبق سرشماری ۲۰۱۰، مساحت این شهرستان ۱۰۰۱٫۸ کیلومتر مربع وسعت داشته که از این مقدار ۱٫۸ درصد آب و ۹۸٫۲ درصد خشکی می‌باشد.
این شهرستان در ۱۸۴۷ از شهرستان گالاتین جدا شده و نام خود را از رودخانه‌ای به همین نام و چشمه‌ای که از آن نمک برداشت می‌کرده‌اند، گرفته‌است.
همسایگان این شهرستان عبارتند از:
- شمال: شهرستان همیلتون
- شمال شرق: شهرستان وایت
- شرق: شهرستان گالاتین
- جنوب شرق: شهرستان هاردین
- جنوب: شهرستان پوپ
- جنوب غرب: شهرستان جانسون
- غرب: شهرستان ویلیامسون
- شمال غرب: شهرستان فرانکلین

هاریس بورگ، مرکز شهرستان

## نگارخانه

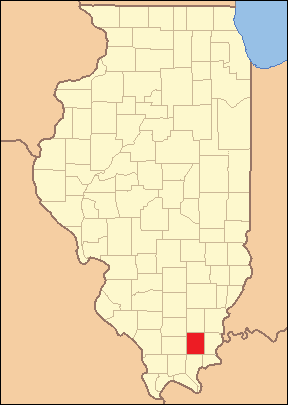